# 国家が破産する日
『国家が破産する日』（こっかがはさんするひ、原題：국가부도의 날）は、2018年公開の韓国映画。監督はチェ・グクヒ、脚本はオム・ソンミン。主演はキム・ヘス、ユ・アイン。
日本では2019年11月8日に公開された。

## 概要
本作は、1997年に韓国を襲った国家破産の危機（IMF経済危機）を、立場の異なる3人の視点から描いた社会派映画である。監督は、本作が長編映画2作目となるチェ・グクヒが務めた。出演者は、最悪の事態を回避すべく奮闘する韓国銀行の通貨政策チームのリーダー役にキム・ヘス、危機をチャンスと見て大きな賭けに出る金融アナリスト役にユ・アイン、何も知らずにただ政府の言うことを信じる町工場の経営者役にホ・ジュノが起用され、その他の役には、チョ・ウジン、ヴァンサン・カッセルらが配された。
IMF危機に際して政府内に「非公開対策チーム」があったという新聞記事から物語のヒントを得て、本作は製作された。ところがその後、当時の関係者による証言から、実際はそうしたチームは存在しなかったことが明らかとされた。
映画公開の反響は大きく、観客数は公開から12日間で260万人に上った。ジャーナリストの鈴置高史は、2018年の韓国の状況が、IMF経済危機が起きた1997年と似てきたことがヒットの背景にあると分析している。

## ストーリー
1997年の韓国。経済成長を遂げ、経済先進国への仲間入りを果たし、国民の85％以上が自らを中間層と考えていた時代。誰もが将来を楽観視する中、国家破産の危機が静かに迫りつつあった。
危険な兆候を察知した韓国銀行の通貨政策チーム長ハン・シヒョン（キム・ヘス）は、国家破産まで残された時間はわずか7日間と予測する。彼女は危機回避に奔走するが、政府の対応は遅れ、一刻も早く危機を公表しなければ国民は大打撃を受ける、という主張も退けられてしまう。また、同じ頃、高麗総合金融の課長で個人資産担当のユン・ジョンハク（ユ・アイン）は、危機の兆候を独自につかんでいたが、国家的な危機は自分にとってのチャンスと見ていた。仕事を辞めた彼は、前職時代の顧客を集め、ギャンブルまがいの投資に乗り出す。一方、危機が迫っていることなど何も知らない食器工場経営者のガプス（ホ・ジュノ）は、百貨店大手からの大量の受注を約束手形で引き受けてしまう。それは、万が一、百貨店が倒産したときにはその代金を回収できず、材料業者に支払う代金のあてが無くなることを意味していた。
その後、危機が進展し混乱が続く中、韓国政府は国際通貨基金（IMF）に頼ろうとするのだが…。

## キャスト
ハン・シヒョン
演 - キム・ヘス
韓国銀行通貨政策チーム長。国家の破産がわずか7日後に迫る中、対策に奔走する。
ユン・ジョンハク
演 - ユ・アイン
金融コンサルタント。元高麗総合金融課長。独自の分析から国家破産を予測し、国家の危機をチャンスと見て投資に乗り出す。
ガプス
演 - ホ・ジュノ
食器工場経営者。国家破産の危機に気づかず、政府の発表を素直に信じた結果、苦境に立たされる。
パク・デヨン
演 - チョ・ウジン
財務局次官。シヒョンとことごとく対立する。
国際通貨基金（IMF）専務理事
演 - ヴァンサン・カッセル
国際通貨基金による支援交渉に際して、韓国政府に対し過酷な条件を突きつける。